# المحكمة العليا في بنجاب وهاريانا

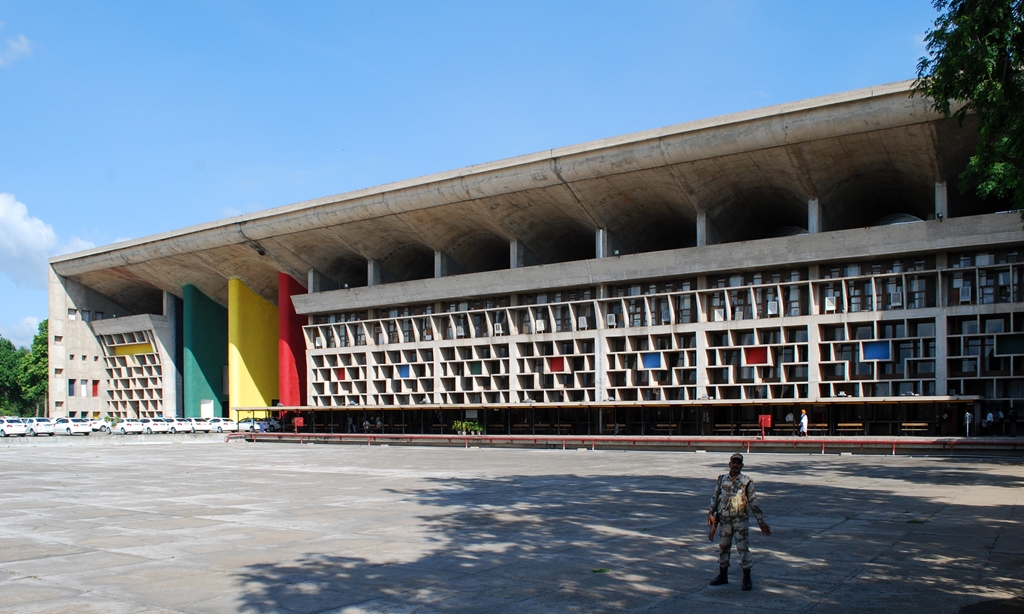
مبنى المحكمة العليا في شانديغار.

المحكمة العليا في بنجاب وهاريانا (بالهندية: पंजाब और हरियाणा उच्च न्यायालय ؛ بالإنجليزية: Punjab and Haryana High Court) هو مبنى المحكمة العليا المشتركة لمقاطعتي بنجاب وهاريانا. يقع في مدينة شانديغار، الهند. تأسست في البداية عام 1947. وقد صمم المبنى الحالي المعمار لو كوربوزييه، وهو جزء من مجمع متكامل يحتوي أيضا كل من قصر الإجتماعات، ومبنى السكرتارية.
كان هذا المبنى أول المباني التي نفذها لو كوربوزييه في شانديغار في الفترة الممتدة من 1951-1956. وهو عبارة عن صندوق ضخم مفتوح من جوانبه يظلل مبنى آخر يقع تحته، له واجهة ستارية ضخمة من كاسرات الشمس الإسمنتية ورواق ضخم وعال جدا أمام منطقة المدخل تعلوه فتحات قوسية مميزة. ويحتوي الجزء الأصغر المظلل كافة قاعات المحكمة والوظائف الأخرى المرتبطة بها، وقد تم بناء كل المشروع من الخرسانة المسلحة دون أية تكسية خارجية أو تشطيبات داخلية. وفي الداخل تتصل المستويات المختلفة للمبنى بمنحدرات معلقة ضمن حيز داخلي مفتوح تتخلله الإضاءة من مواقع مختلفة في الجدران والسقف يعطي للفراغ الداخلي جوا دراميا للغاية.

## جاليري

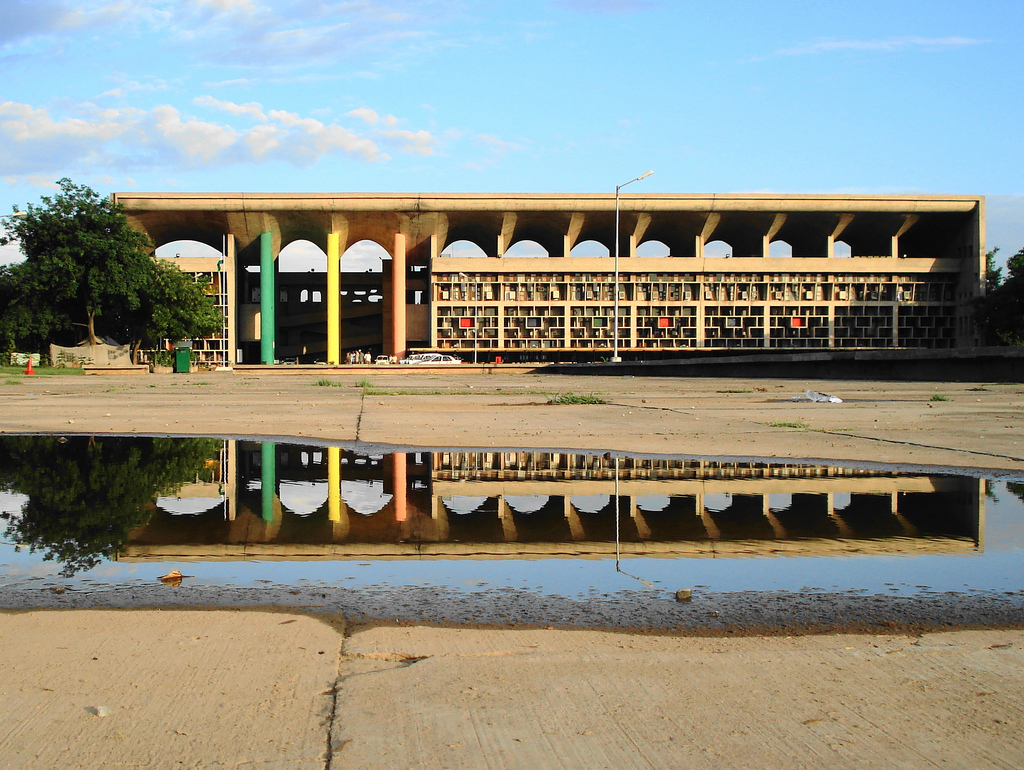
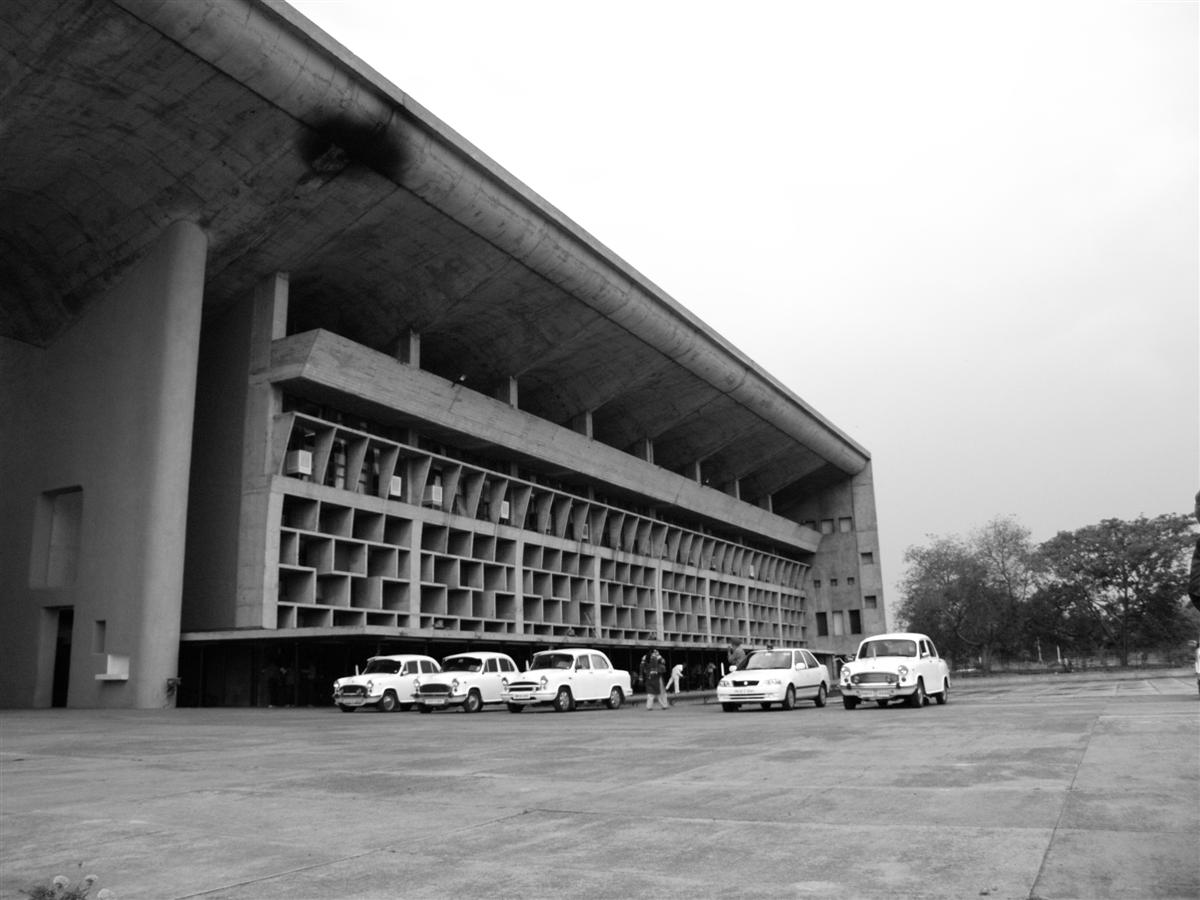

## وصلات خارجية
- الموقع الرسمي للمحكمة العليل في شانديغار

- مؤسسة لو كوربوزييه
- كوربو في أحمد أباد